# ギブソン・J-160E
J-160E（じぇい・ひゃくろくじゅう・いー）は、ギブソン社製のギター。
1954年から生産が開始され、同社のCF-100Eとともに、いわゆる現在の「エレクトリック・アコースティック（エレアコ）」ギターの嚆矢とされるモデルである。ビートルズが使用したことで有名となった。

## 構造
基本的な構造は、同社の主力アコースティックギターであるJ-45と同じスタイルのボディに、同社製のエレクトリック・ギター用P-90ピックアップをフロントに取り付けた形となっている。
エレクトリックギターとして使用した時のハウリングを抑えるため、ボディ内部の力木はラダー・ブレイシング（J−45などはX−ブレイシング）を採用。また同じ理由で、初期のモデルでは単板だったボディトップも、すぐ合板に変更され、生鳴りを少なくする措置が施されている。このためアコースティック・ギターとしてのJ-160Eは、サドルの高さを簡単に調整できるアジャスタブル・ブリッジとも相まって、J−45などより音量も小さくサスティンも短い、独特の硬めの音色になっている。
現代のアコースティックギターの増幅方法としては、より生音に近い音色が得られるピエゾ・ピックアップ(PU)が主流になっているが、ピエゾPUが開発されたのは1970年代以降である。エレクトリックギター用のマグネティックPUであるP−90を搭載したJ-160Eは構造上、フルアコのエレクトリックギターと全く同じなため、アンプやPAに繋いだ場合にはアコースティックギター的な音はほとんど出ず、同社のES-175等のようなエレクトリックギターの音色になる。アコースティック用のブロンズ弦ではPUが音をうまく拾わないため、エレクトリックでの使用が多い場合はニッケル弦を張る必要がある。
また、ブリッジが普通のアコースティックギターと同様の非電導の素材のため弦アースが取れず、ノイズが大きいという欠点がある。現行モデルではサドルの裏から弦アースを施してある。

## ビートルズの使用
ジョン・レノンとジョージ・ハリスンは、1963年にリヴァプールのラシュワース楽器店でお揃いのJ-160Eを入手。両名共、デビュー当初からステージ・スタジオの両方でJ-160Eを多用している。ビートルズの初期のアルバムで聴こえるアコースティックギターのほとんどがJ-160Eであり、「恋する二人」「ノルウェーの森」、また中期以降においても「ア・デイ・イン・ザ・ライフ」などでその特徴的な音色を聴くことが出来る。
エレクトリックとしても使われており、特に「アイ・フィール・ファイン」のイントロでは、フィードバックが起きやすいこのギターの特性を生かし、曲の一部として取り入れている。ポップ・ミュージックにおいて、フィードバックをレコードに使用した最も初期の例とされている。
ジョンの最初のJ-160Eは盗難にあい（2015年にこのギターはサンディエゴで発見され、その後オークションにかけられ、約3億円で落札された）、すぐ二本目を入手している。ビートルズの日本公演でもサブギターとして用意されていたこの二本目のギターは、1967年の「愛こそはすべて」のレコーディングの頃には紫とオレンジを基調にしたサイケカラーに塗られ、そのあとすぐ塗装が剥がされ、ナチュラルカラーで1969年のジョンとヨーコの「ベッド・イン」に登場した。
またポール・マッカートニーも、スクエア・ショルダーのJ-160Eを所有している。
2010年にはジョン・レノン生誕70周年記念として、ヘッドにジョンのサイン、指板の12フレットにジョンの誕生日が刻まれた限定モデルが発売された。
ギブソンJ-160Eの廉価版として、エピフォンからJohn Lennon EJ-160E'というジョン・レノン・シグネイチャーモデルも発売されている。

## その他の使用アーティスト
- フランク・ザッパ
- ピーター&ゴードン
- グレアム・コクソン
- エルヴィス・コステロ
- ボノ
- ガボール・ザボ
- 山下達郎（「山下達郎のサンデーソングブック収録スタジオ内にて使用」）
- 井上陽水
- 桑田佳祐（サザンオールスターズ）[1][2]
- 斉藤和義
- 北川悠仁（ゆず）
- SUGIZO（LUNA SEA、X JAPAN）
- スネオヘアー
- 秦基博
- 奥田民生
- 松崎ナオ